# 北嶋秀朗
北嶋 秀朗（きたじま ひであき、1978年5月23日 - ）は、千葉県習志野市出身の元サッカー選手、サッカー指導者。元日本代表。現役時代のポジションはフォワード。愛称はキタジ。

## 来歴
市立船橋高校時代に、第73回、第75回全国高等学校サッカー選手権大会で優勝。第75回大会決勝では中村俊輔擁する桐光学園高等学校を破り、優勝。同大会では6得点を奪い得点王・優秀選手となった。選手権大会通算16得点を挙げたが、これは当時の通算最多得点数であった。森崎嘉之、鈴木和裕、茶野隆行は2学年上、式田高義、砂川誠は1学年上、中村直志、吉川京輔、佐藤陽彦は高校の同級生である。
1997年、柏レイソルに入団。プロ3年目の1999年からは柏のエースとして活躍し、翌年には得点王争いに絡む活躍を見せると、フィリップ・トルシエ率いる日本代表にも召集される。レバノンで開催された2000年アジアカップでは途中出場したグループリーグ第2戦のウズベキスタン戦で初ゴールを決めるなどしたが、定着には至らなかった。その後クラブではチーム方針への不満などから2003年には清水エスパルスへ移籍。2006年、J2に降格直後の古巣・柏に電撃復帰。チームの精神的支柱としてJ1昇格に貢献し、副キャプテンとしてチームを牽引した。2011年シーズンは、4月29日にヴァンフォーレ甲府戦での決勝ゴールでJ1通算50得点を達成、12月3日浦和レッドダイヤモンズ戦では3-1で勝ってJ1優勝及びAFCチャンピオンズリーグ進出に貢献した。
2012年シーズンオフにロアッソ熊本より獲得のオファーを受ける も一旦は残留を表明したが、シーズン途中の5月25日に、ロアッソ熊本へ期限付き移籍をすることが発表された。期間は6月1日より翌年1月末まで であるが、選手登録期間の関係上、公式戦では7月20日以降に開催される分より出場可能となった。背番号はサンキューという英語でありがたいという意味もあって39を付けた。途中加入であること及び怪我によりリーグ戦では8試合出場に留まったが、3得点を挙げた。
2013年よりロアッソ熊本へ完全移籍となった。同年10月17日、同シーズン限りで現役を引退することが発表された。2014年からはロアッソ熊本のトップチームアシスタントコーチ兼アカデミースタッフに就任、2015年よりトップチームコーチに昇格した。
2016年1月6日、ロアッソ熊本側からのユース監督就任オファーを辞退し、退団（熊本日日新聞紙面）、同日にアルビレックス新潟トップチームコーチ就任が発表された。順位が15位とJ1残留争いに巻き込まれていた9月27日、吉田達磨監督の解任と同時に北嶋もコーチを退任。
2017年シーズンに、古巣の柏と熊本からコーチとしてのオファーが届き、熊本に復帰した。トップチームのコーチとして選手の指導にあたり、2018年にはヘッドコーチに昇格した。
2018年8月から地元千葉県習志野市に、自身で監修したKITAJI SOCCER SCHOOLを開校し、柏レイソル時代の同僚、大野敏隆をコーチに迎えた。
2020年より大宮アルディージャのコーチに就任。
2021年には同年4月に発足のジュニアユースチームのDREAM CRETURO FCの監修も務める。
2021年、大宮アルディージャのヘッドコーチに就任。
2023年、JFL・クリアソン新宿の監督に就任。

## 所属クラブ
- 1985年 - 1990年 香澄FC（香澄小学校→実花小学校）
- 1991年 - 1993年 習志野市立第四中学校
- 1994年 - 1996年 船橋市立船橋高等学校
- 1997年 - 2003年  柏レイソル
  - 1998年11月28日 - 1999年2月13日  サンパウロFC（短期留学）
  - 2003年  清水エスパルス（期限付き移籍）
- 2004年 - 2005年  清水エスパルス
- 2006年 - 2012年  柏レイソル
  - 2012年6月 - 同年12月  ロアッソ熊本（期限付き移籍）
- 2013年  ロアッソ熊本

## 個人成績
| 国内大会個人成績 | 国内大会個人成績 | 国内大会個人成績 | 国内大会個人成績 | 国内大会個人成績 | 国内大会個人成績 | 国内大会個人成績 | 国内大会個人成績 | 国内大会個人成績 | 国内大会個人成績 | 国内大会個人成績 | 国内大会個人成績 |
| 年度             | クラブ           | 背番号           | リーグ           | リーグ戦         | リーグ戦         | リーグ杯         | リーグ杯         | オープン杯       | オープン杯       | 期間通算         | 期間通算         |
| 年度             | クラブ           | 背番号           | リーグ           | 出場             | 得点             | 出場             | 得点             | 出場             | 得点             | 出場             | 得点             |
| 日本             | 日本             | 日本             | 日本             | リーグ戦         | リーグ戦         | リーグ杯         | リーグ杯         | 天皇杯           | 天皇杯           | 期間通算         | 期間通算         |
| ---------------- | ---------------- | ---------------- | ---------------- | ---------------- | ---------------- | ---------------- | ---------------- | ---------------- | ---------------- | ---------------- | ---------------- |
| 1997             | 柏               | 25               | J                | 6                | 0                | 0                | 0                | 0                | 0                | 6                | 0                |
| 1998             | 柏               | 19               | J                | 9                | 2                | 3                | 0                | 0                | 0                | 12               | 2                |
| 1999             | 柏               | 9                | J1               | 17               | 7                | 6                | 2                | 4                | 2                | 27               | 11               |
| 2000             | 柏               | 9                | J1               | 30               | 18               | 2                | 0                | 2                | 0                | 34               | 18               |
| 2001             | 柏               | 9                | J1               | 28               | 7                | 4                | 1                | 1                | 0                | 33               | 8                |
| 2002             | 柏               | 9                | J1               | 18               | 2                | 6                | 0                | 1                | 1                | 25               | 3                |
| 2003             | 清水             | 18               | J1               | 18               | 2                | 2                | 0                | 2                | 0                | 22               | 2                |
| 2004             | 清水             | 9                | J1               | 27               | 5                | 7                | 0                | 0                | 0                | 34               | 5                |
| 2005             | 清水             | 9                | J1               | 3                | 0                | 1                | 1                | 2                | 0                | 6                | 1                |
| 2006             | 柏               | 25               | J2               | 24               | 7                | -                | -                | 0                | 0                | 24               | 7                |
| 2007             | 柏               | 9                | J1               | 12               | 1                | 0                | 0                | 1                | 0                | 13               | 1                |
| 2008             | 柏               | 9                | J1               | 12               | 1                | 3                | 0                | 1                | 0                | 16               | 1                |
| 2009             | 柏               | 9                | J1               | 22               | 4                | 5                | 2                | 2                | 0                | 29               | 6                |
| 2010             | 柏               | 9                | J2               | 17               | 4                | -                | -                | 2                | 0                | 19               | 4                |
| 2011             | 柏               | 9                | J1               | 23               | 9                | 2                | 1                | 3                | 1                | 28               | 11               |
| 2012             | 柏               | 9                | J1               | 5                | 1                | -                | -                | -                | -                | 5                | 1                |
| 2012             | 熊本             | 39               | J2               | 8                | 3                | -                | -                | 2                | 0                | 10               | 3                |
| 2013             | 熊本             | 39               | J2               | 24               | 0                | -                | -                | 0                | 0                | 24               | 0                |
| 通算             | 日本             | 日本             | J1               | 230              | 59               | 41               | 7                | 19               | 4                | 290              | 70               |
| 通算             | 日本             | 日本             | J2               | 72               | 14               | -                | -                | 4                | 0                | 76               | 14               |
| 総通算           | 総通算           | 総通算           | 総通算           | 303              | 73               | 41               | 7                | 23               | 4                | 367              | 84               |

その他の公式戦
- 2012年
  - スーパーカップ 1試合0得点

| 国際大会個人成績 | 国際大会個人成績 | 国際大会個人成績 | 国際大会個人成績 | 国際大会個人成績 | FIFA      | FIFA      |
| 年度             | クラブ           | 背番号           | 出場             | 得点             | 出場      | 得点      |
| AFC              | AFC              | AFC              | ACL              | ACL              | クラブW杯 | クラブW杯 |
| ---------------- | ---------------- | ---------------- | ---------------- | ---------------- | --------- | --------- |
| 2002-03          | 清水             | 14               | 2                | 1                | -         | -         |
| 2011             | 柏               | 9                | -                | -                | 3         | 0         |
| 2012             | 柏               | 9                | 2                | 0                | -         | -         |
| 通算             | AFC              | AFC              | 4                | 1                | 3         | 0         |

- 初出場 - 1997年5月3日 対鹿島アントラーズ戦(国立霞ヶ丘競技場)
- 初得点 - 1998年4月15日 対京都パープルサンガ戦(日立柏サッカー場、Vゴール)

## 代表歴
- 初出場・初得点 - 2000年10月17日 対ウズベキスタン代表戦(アジアカップ レバノン・サイダスタジアム)
- 通算 - 国際Aマッチ3試合・122分出場・1得点

### 出場大会
- 1999年 シドニーオリンピックアジア地区最終予選 U-22日本代表
- 2000年 キリンチャレンジ2000 U-23日本代表
- 2000年 アジアカップ 日本代表
- 2000年 キリンビバレッジサッカー2000 日本代表

### 試合数
- 国際Aマッチ 3試合 1得点(2000年)[1]

| 日本代表 | 国際Aマッチ | 国際Aマッチ |
| 年       | 出場        | 得点        |
| -------- | ----------- | ----------- |
| 2000     | 3           | 1           |
| 通算     | 3           | 1           |

### 出場
| No. | 開催日         | 開催都市   | スタジアム                                         | 対戦国         | 結果 | 監督     | 大会                 |
| --- | -------------- | ---------- | -------------------------------------------------- | -------------- | ---- | -------- | -------------------- |
| 1.  | 2000年10月17日 | サイダ     | サイダ国際スタジアム                               | ウズベキスタン | ○8-1 | トルシエ | AFCアジアカップ2000  |
| 2.  | 2000年10月20日 | ベイルート | カミール・シャムーン・スポーツ・シティ・スタジアム | カタール       | △1-1 | トルシエ | AFCアジアカップ2000  |
| 3.  | 2000年12月20日 | 東京       | 国立競技場                                         | 韓国           | △1-1 | トルシエ | キリンビバレッジ2000 |

### ゴール
| #  | 開催年月日     | 開催地           | 対戦国         | 勝敗 | 試合概要            |
| -- | -------------- | ---------------- | -------------- | ---- | ------------------- |
| 1. | 2000年10月17日 | レバノン、サイダ | ウズベキスタン | ○8-1 | AFCアジアカップ2000 |

## 指導歴
- 2014年 - 2015年  ロアッソ熊本
  - 2014年 トップチーム アシスタントコーチ 兼 アカデミースタッフ
  - 2015年 トップチーム コーチ
- 2016年 - 同年9月  アルビレックス新潟 コーチ
- 2017年 - 2019年  ロアッソ熊本
  - 2017年 トップチーム コーチ
  - 2018年 - 2019年 トップチーム ヘッドコーチ
- 2020年 - 2022年  大宮アルディージャ
  - 2020年 - 2021年6月 トップチーム コーチ
  - 2021年6月 - 2022年 トップチーム ヘッドコーチ
- 2023年 -  クリアソン新宿
  - 2023年 トップチーム ヘッドコーチ
  - 2024年 - トップチーム 監督

## 監督成績
| 年度 | 所属 | クラブ | リーグ戦 | リーグ戦 | リーグ戦 | リーグ戦 | リーグ戦 | リーグ戦 | カップ戦       | カップ戦   |
| 年度 | 所属 | クラブ | 順位     | 勝点     | 試合     | 勝       | 分       | 敗       | ルヴァンカップ | 天皇杯     |
| ---- | ---- | ------ | -------- | -------- | -------- | -------- | -------- | -------- | -------------- | ---------- |
| 2024 | JFL  | 新宿   | 14位     | 26       | 30       | 5        | 11       | 14       | -              | 都予選敗退 |
| 2025 | JFL  | 新宿   | 位       |          |          |          |          |          | -              |            |

## タイトル

### クラブ
船橋市立船橋高等学校
- 全国高等学校サッカー選手権大会 : 2回 (1994年、1996年)

柏レイソル
- J2リーグ : 1回 (2010年)
- J1リーグ : 1回 (2011年)

### 代表
- AFCアジアカップ : 1回 (2000年)

### 個人
- 第75回全国高等学校サッカー選手権大会 得点王・優秀選手